# Paranoid Android
„Paranoid Android” – utwór zespołu Radiohead, pochodzący z trzeciego albumu grupy OK Computer z 1997 roku. Pomimo ponadsześciominutowej długości, czyniącej z „Paranoid Android” jeden z najdłuższych utworów Radiohead, był pierwszym singlem promującym OK Computer. 

## Powstanie utworu
Utwór został nagrany podczas sesji nagraniowej zespołu w XV-wiecznej rezydencji aktorki Jane Seymour. Według basisty Colina Greenwooda utwór miał w zamierzeniu łączyć stylistykę DJ Shadow i The Beatles. Thom Yorke wspominał, że początkowo powstały trzy osobne piosenki, powiązane później w jedną całość na wzór Lennonowskiego „Happiness Is a Warm Gun”.  
Podobnie jak wiele innych utworów Radiohead, „Paranoid Android” był grany przedpremierowo na żywo w pierwotnych, odmiennych od wydanej na płycie wersjach. Przypuszczalnie pierwsze wykonanie „Paranoid Android” na żywo miało miejsce w lipcu 1996 roku na festiwalu w Werchter. Wczesne wykonania utworu były dłuższe i miały zmienioną strukturę oraz słowa. Na trasie supportującej koncerty Alanis Morissette wykonanie „Paranoid Android” długość utworu wynosiła od 6 do 8 minut, w miejsce słów „Rain down...” Yorke śpiewał „Hallelujah”, a wers „God loves his children /God loves his children, yeah” brzmiał „God loves his children / That's why he kills ’em, yeah”. Trzecia sekcja utworu zawierała też temat gitarowy z pierwszej sekcji poprzedzający finałowe solo.

## Teledysk
Powstał animowany teledysk do „Paranoid Android” w reżyserii Magnusa Carlssona. Stanowi on swego rodzaju kontynuację serialu animowanego pod tytułem Robin. Członkowie Radiohead po obejrzeniu serialu poprosili Carlssona o stworzenie teledysku w oparciu o świat przedstawiony Robina. Pokazywany był w MTV w ocenzurowanej wersji (zasłonięto piersi syren). Nieocenzurowana wersja teledysku znalazła się na wydawnictwie DVD 7 Television Commercials.

## Recenzje
Utwór znalazł się na 256. miejscu listy 500 utworów wszech czasów magazynu Rolling Stone, a w sierpniu 2006 roku decyzją czytelników magazynu „Q” znalazł się na 10. miejscu analogicznego zestawienia. Solo gitarowe z „Paranoid Android” zajęło 34. miejsce w plebiscycie czytelników „Guitar World”.